# Rudolf Steiners övningar för andlig utveckling
Rudolf Steiners övningar för andlig utveckling är en väsentlig beståndsdel i den antroposofiska kunskapsvägen. De utvecklades av Rudolf Steiner i syfte att utbilda nya kunskapsförmågor som han ansåg lämpliga för modern individuell och kulturell utveckling. Enligt Steiners syn på historien hade människor i tidigare epoker förmåga till direkt andlig varseblivning, eller klärvoajans, men ännu inte till rationellt tänkande. Senare utvecklades rationalitet på bekostnad av andlig varseblivning, vilket har lett till den alienering som är karakteristisk för den moderna tiden. Steiner ansåg att mänskligheten nu har till uppgift att syntetisera tänkandets rationella och kontemplativ-andliga komponenter, varigenom andlig varseblivning skulle väckas genom att stärka och intensifiera tänkande.

## Självutveckling
En central princip i den väg för andlig utveckling som Steiner rekommenderar är att självutveckling – inre förvandling – är en nödvändig del av den andliga vägen: "För varje steg i andlig utveckling ska tre steg tas i moralisk utveckling." Enligt antroposofin har moralisk utveckling dessa följder:
- den visar i vilken utsträckning en person har uppnått kontroll över sitt inre liv;
- den säkerställer att han/hon lever i harmoni med naturen och den sociala omvärlden;
- den korrelerar med hans/hennes framsteg i andlig utveckling, vars frukter ges i andlig varseblivning; och
- den garanterar förmågan att skilja mellan sanna varseblivningar och illusioner, eller att skilja i alla varseblivningar mellan påverkan från subjektiva faktorer och objektiva verkligheter.

## Meditativ metod
Steiner beskrev tre stadier i en meditativ process som syftar till att utveckla en översinnlig kunskapsförmåga: imagination eller imaginativ kunskap, inspiration och intuition.
- För att utveckla imaginativ kunskap försöker man uppnå ett tänkande som inte är beroende av sinnesiakttagelser. Detta sker antingen genom att man mentalt visualiserar symboliska former som inte har sitt stöd i sinnevärlden, eller mediterar över metamorfoser (t.ex. en växts utveckling från frö till mogen blomma) eller mantraverser.
- För att nå fram till inspirativ kunskap försöker man utplåna allt tidigare valt, meditativt innehåll för att skapa ett tomt medvetenhetsfält där objektivt andligt innehåll (intryck från andliga väsen) kan framträda. Meditation på det inspirativa stadiet sker utan konkret innehåll.
- Det intuitiva kunskapsstadiet uppnås genom utförande av viljeövningar (t.ex. att se tillbaka på dagens händelser i omvänd ordning).[7] På detta stadium strävar människan efter förening med de kreativa krafterna i kosmos utan att förlora sitt individuella medvetande.

Denna följd av meditativa stadier har som yttersta mål att människan ska uppleva sin egen karma och sina tidigare inkarnationer.

## Förutsättningar för en andlig skolning
Steiner ansåg att för att en andlig skolning ska bära "god frukt" måste människan beakta följande:
- att sträva att utveckla en sund kropp och själ.
- att känna sig förbunden med hela tillvaron; att känna igen sig i allt, och allting i sig; att inte döma andra utan att stå i deras skor.
- att erkänna att hennes tankar och känslor är lika betydande som hennes handlingar, och att arbete på hennes inre liv är lika viktigt som arbete i det yttre livet.
- att erkänna att en människas sanna väsen inte ligger i hennes yttre utseende, utan snarare i denna människas inre natur, i hennes själslig och andliga varande.
- att finna en jämvikt mellan att vara öppen för kraven från den yttre världen och att upprätthålla inre styrka och uthållighet.
- att ha förmågan att vara trogen ett beslut en gång fattat, även inför skrämmande motstånd, tills man kommer till insikten ombeslutet var rätt eller fel.
- att utveckla tacksamhet för allt som möter oss, och för det antroposoferna kallar "den universella kärlek som låter världen till fullo uppenbara sig för oss".

## Biövningar (bredvidövningar)
Rudolf Steiner rekommenderade att en särskild grupp av moraliska övningar skulle åtfölja all andlig skolning eftersom han ansåg de skulle ha en gynnsam effekt på människans inre utveckling oavsett den andliga väg som hon följer. Dessa sex övningar är:
- Tankekoncentration. Övas upp genom att hålla medvetandet helt inriktat i fem minuter på ett enkelt vardagsföremål, till exempel en sked eller en penna.
- Viljekontroll. Övas upp genom att utföra en ny rutin. Till exempel att på ett bestämt klockslag vattna en blomma som skaffats speciellt för ändamålet.
- Emotionell jämvikt. Övas upp genom att avstå från yttringar av sorg, glädje, ilska, fruktan etc.
- Positivitet. Övas upp genom att söka det positiva i irritationsmoment. Till exempel försöka se goda egenskaper och söka upp någon man ogillar.
- Öppenhet. Man försöker möta nya erfarenheter och idéer på ett öppet och fördomsfritt sätt.
- Inre harmoni. Man genomför alla fem övningar systematiskt, i en regelbunden växling, om och om igen.

De tre första övningarna är avsedda att göra det möjligt för människan att uppnå självdisciplin i tanke, vilja och känsla.

## Individuella övningar
Övningar som utvecklats i antroposofi inkluderar:
- Kvällsåterblicken. Man gör en återblick på den gångna dagen varje kväll före insomnandet. Återblicken genomförs baklänges och omfattar dagens händelser och utveckling, de människor man har mött, etc.[10]
- Upplevelsen av årets utveckling. Här rekommenderar Steiner bland annat: 
  - Att rita samma växt, träd eller landskap under loppet av ett år.
  - Att meditera över den följd av 52 mantraverser i Själskalendern som Steiner skrev för att fördjupa människans erfarenhet av årstidernas och årets gång och att bringa själens liv i dialog med naturen.[11]